# Say You Love Me
Singles de Fleetwood Mac
Rhiannon
(1976) Go Your Own Way
(1976)
Say You Love Me est une chanson du groupe Fleetwood Mac écrite et composée par Christine McVie. D'abord parue en 1975 sur l'album Fleetwood Mac, Say You Love Me sort en single le 9 juin 1976. 
Au Royaume-Uni, Say You Love Me se classe à la 40e place du UK Singles Chart et reste à la 11e du Billboard Hot 100 pendant trois semaines. Elle reste l'une des chansons les plus connues du groupe.

## Liste des titres
| A1. | Say You Love Me | Christine McVie    | 3:58 |
| B1. | Monday Morning  | Lindsey Buckingham | 2:48 |

## Crédits
- Christine McVie – piano, chant principal
- Lindsey Buckingham – chœurs, guitares, banjo
- Stevie Nicks – chœurs
- John McVie – guitare basse
- Mick Fleetwood – batterie, tambourin

## Classements et certifications
| Classement (1976)               | Meilleure position |
| ------------------------------- | ------------------ |
| Australie (Kent Music Report)   | 36                 |
| Canada (RPM Top Singles)        | 29                 |
| Canada (RPM Adult Contemporary) | 19                 |
| États-Unis (Hot 100)            | 11                 |
| États-Unis (Adult Contemporary) | 12                 |
| États-Unis (Cash Box Top 100)   | 12                 |
| Royaume-Uni (UK Singles Chart)  | 40                 |

| Classement (1976)              | Rank |
| ------------------------------ | ---- |
| Canada (RPM Top Singles)       | 197  |
| États-Unis (Billboard Hot 100) | 53   |

## Historique de sortie
| Pays                             | Date           | Format   | Label(s) | Réf.  |
| -------------------------------- | -------------- | -------- | -------- | ----- |
| États-Unis, Allemagne de l'Ouest | 9 juin 1976    | 45 tours | Reprise  | [ 1 ] |
| Royaume-Uni                      | septembre 1976 | 45 tours | Reprise  | [ 1 ] |

## Reprises
La chanteuse canadienne Shirley Eikhard (en) a repris la chanson en 1976. Elle est restée deux semaines à la 34e place du classement pop Top Singles et à la 4e place du classement Adult Contemporary.
À la fin des années 1970, la chanson s'est avérée être une chanson populaire à être reprise dans la musique country aux États-Unis. La chanteuse Lynda K. Lance est restée cinq semaines dans le palmarès country américain avec sa version à l'automne 1976, atteignant la 93e place. À l'automne 1979, la chanteuse Stephanie Winslow (en) a marqué le seul succès dans le Top 10 country de sa carrière, sa reprise atteindra la 10e place.